# Municipio de Brush Creek (Carolina del Norte)
El municipio de Brush Creek (en inglés: Brush Creek Township) es un municipio ubicado en el  condado de Yancey en el estado estadounidense de Carolina del Norte. En el año 2010 tenía una población de 523 habitantes.

## Geografía
El municipio de Brush Creek se encuentra ubicado en las coordenadas 35°58′47.42″N 82°12′32.45″O / 35.9798389, -82.2090139.